# لیزماهی
لیزماهی (نام علمی: Pholidae) نام یک تیره از راسته سوف‌ماهی‌سانان است.